# 森特里奇 (紐約州)
森特里奇（英語：Centereach）是位於美國紐約州薩福克縣的普查規定居民點。

## 人口
根據2020年美國人口普查的數據，森特里奇的面積為23.10平方千米，皆為陸地。當地共有人口30980人，而人口密度為每平方千米1,341.13人。